# Trachelopachys cingulipes
Trachelopachys cingulipes är en spindelart som först beskrevs av Simon 1886.  Trachelopachys cingulipes ingår i släktet Trachelopachys och familjen flinkspindlar. Inga underarter finns listade i Catalogue of Life.